# Lac Bellecombe
Pour les articles homonymes, voir Bellecombe (homonymie).
Le lac Bellecombe est un plan d'eau douce dans le territoire de la ville de Rouyn-Noranda, dans la région administrative de Abitibi-Témiscamingue, dans la province de Québec, au Canada.
Le lac Bellecombe est entièrement situé en zones forestières. La foresterie constitue la principale activité économique du secteur ; les activités récréotouristiques arrivent en second notamment la villégiature dans la partie Ouest et Nord du lac. La partie Nord de sous-bassin versant est desservi par le chemin du Lac-Bellecombe et le chemin des Sorbiers.
Annuellement, la surface du lac est généralement gelée de la mi-novembre à la fin avril, néanmoins, la période de circulation sécuritaire sur la glace est habituellement de la mi-décembre à la mi-avril.

## Géographie
Les principaux bassins versants voisins du lac Bellecombe sont :
- côté Nord : rivière Beauchastel, lac Beauchastel, lac Pelletier ;
- côté Est : lac Bruyère, rivière Bellecombe, lac Kinojévis, rivière Kinojévis ;
- côté Sud : Baie Caron, ruisseau Barrière, lac Caire, lac Barrière (Rouyn-Noranda) ;
- côté Ouest : lac Montbeillard, Lac Provancher (Rouyn-Noranda), lac Opasatica.

L’embouchure du lac Bellecombe est situé à :
- 8,8 km au Sud-Ouest de la confluence de la rivière Bellecombe et du la rivière Beauchastel ;
- 9,0 km au Sud-Ouest de la confluence de la rivière Beauchastel et du lac Kinojévis ;
- 17,2 km au Sud-Est du centre-ville de Rouyn-Noranda ;
- 19,0 km à l’Est du lac Opasatica ;
- 31,7 km au Nord-Ouest de la confluence de la rivière Kinojévis et de la rivière des Outaouais[1].

Le lac Bellecombe se déverse par le Nord dans la rivière Bellecombe laquelle se déverse à son tour sur la rive Sud de la rivière Beauchastel à une altitude de 269 m) et à 0,2 km à l’Est de l’embouchure du lac Beauchastel. À partir de l’embouchure de la rivière Bellecombe, le courant coule vers l’Est pour se déverser dans le lac Kinojévis lequel est traversé par la rivière Kinojévis, un affluent de la rive Nord de la rivière des Outaouais.

## Toponymie
Le terme « Bellecombe » se réfère à une commune française située dans le département du Jura en région Bourgogne-Franche-Comté.
Le toponyme "lac Bellecombe" a été officialisé le 5 décembre 1968 par la Commission de toponymie du Québec lors de sa création.